# Verbena gracilescens
Verbena gracilescens là một loài thực vật có hoa trong họ Cỏ roi ngựa. Loài này được (Cham.) Herter miêu tả khoa học đầu tiên năm 1937.